# Австралийский гладколобый удильщик
Австралийский гладколобый удильщик (лат. Lophiodes naresi) — вид морских лучепёрых рыб семейства удильщиковых отряда удильщикообразных. Населяет западную часть Тихого океана: около Филиппин и островов Адмиралтейства, к северу от Новой Гвинеи и на юг, до Арафурского моря и берегов Австралии. Глубоководный вид, обитающий на глубине  180—460 м. Длина тела до 20 см.

## Синонимы
По данным сайта FishBase, на май 2016 года в синонимику вида входят:
- Chirolophius moseleyi Regan, 1903
- Chirolophius murrayi Regan, 1903
- Lophius naresi Günther, 1880